# Bartoszyce (gemeente)
De gemeente Bartoszyce is een landgemeente in het Poolse woiwodschap Ermland-Mazurië, in powiat Bartoszycki.
De zetel van de gemeente is in Bartoszyce.
Op 30 juni 2004 telde de gemeente 10 820 inwoners.

## Oppervlakte gegevens
In 2002 bedroeg de totale oppervlakte van gemeente Bartoszyce 427,82 km², waarvan:
- agrarisch gebied: 71%
- bossen: 16%

De gemeente beslaat 32,69% van de totale oppervlakte van de powiat.

## Demografie
Stand op 30 juni 2004:
| Omschrijving                   | Totaal | Totaal | Vrouwen | Vrouwen | Mannen | Mannen |
| ------------------------------ | ------ | ------ | ------- | ------- | ------ | ------ |
| eenheid                        | aantal | %      | aantal  | %       | aantal | %      |
| inwoners                       | 10 820 | 100    | 5323    | 49,2    | 5497   | 50,8   |
| bevolkingsdichtheid (inw./km²) | 25,3   | 25,3   | 12,4    | 12,4    | 12,8   | 12,8   |

In 2002 bedroeg het gemiddelde inkomen per inwoner 1411,05 zł.

## Aangrenzende gemeenten
Bisztynek, Górowo Iławeckie, Kiwity, Lidzbark Warmiński, Sępopol.
De gemeente grenst aan Rusland.